# Tulimán (Guerrero)
Tulimán es una localidad del estado mexicano de Guerrero. Es parte del municipio de Huitzuco de los Figueroa.

## Toponimia
El nombre «Tulimán» proviene de los términos en náhuatl: tollin, tule; ma, tomar; n, locativo. Su significado es «lugar donde se cosecha el tule».

## Demografía
| Gráfica de evolución demográfica |
|                                  |

| Censo | Población |
| ----- | --------- |
| 1950  | 1 324     |
| 1960  | 1 679     |
| 1970  | 2 147     |
| 1980  | 2 211     |
| 1990  | 2 853     |
| 2000  | 3 049     |
| 2010  | 3 570     |
| 2020  | 3 511     |